# La mayoría silenciada
 La mayoría silenciada es una película de Argentina filmada en colores dirigida por Jorge Zuhair Jury sobre el guion de Laura Favio que fue producida en 1986 y no se estrenó comercialmente. Tuvo como actores principales a Rodolfo Ranni, Ana María Picchio, Estela Molly y Juan José Camero.
La película no pudo estrenarse comercialmente por falta de sala. Tuvo los títulos alternativos de Todos contra todos, José, el hombre de a caballo, Con todo el cielo por delante, No va más y Los reventados.

## Sinopsis
Para huir de la rutina un oficinista renuncia a su trabajo y emprende un viaje místico.

## Reparto
| Actor               | Personaje |
| ------------------- | --------- |
| Rodolfo Ranni       |           |
| Ana María Picchio   |           |
| Estela Molly        |           |
| Juan José Camero    |           |
| Carlos Alberto Usay |           |
| Lelio Lesser        |           |
| Víctor Catalano     |           |
| Julián Favre        |           |
| Susana Castro       |           |
| Georgina Parpagnoli |           |
| María de Palma      |           |
| Amadeo Rouco        |           |
| Ileana Monti        |           |
| César Cozo          |           |
| Héctor Angelucci    |           |
| Adriana Chiessa     |           |
| Víctor Papatino     |           |
| Cayetano Biondo     |           |
| Carlos Parrilla     |           |
| Oscar Roy           |           |

## Comentarios
La revista Somos escribió:

«El producto es tedioso y carece de interés ya desde las secuencias iniciales, cuando se le toma el olor al asunto…las utopías son bienvenidas cuando su lenguaje suena a poesía…pero aquí se nota tanto que todo suena a verso…guion, imagen y relato hacen agua por todos lados.»